# Matěj Peňáz
Matěj Peňáz (* 14. října 1996 Nové Město na Moravě) je český profesionální kickboxer a zápasník MMA ve váhové kategorii do 84 kg. Aktuálně[kdy?] má smlouvu s organizací GLORY Kickboxing a Oktagon MMA.

## Život
Matěj Peňáz začal s bojovými sporty ve 12 letech. Trénovat jej začal jeho otec, Josef Peňáz. Matěj ve věku od 12 do 14 let zápasil v polokontaktních disciplínách (light contact, kickl light). V těchto disciplních si Matěj Peňáz odzápasil okolo 40–50 zápasů. Následně již Matěj zápasil pouze v plnokontaktních disciplínách (lowkick a K1), kde nastoupil do 25 zápasů.
Matěj Peňáz za svoji amatérskou kariéru zápasil za týmy Arena Fight Club Brno a Fight Club Žďár nad Sázavou/Nové Město. Právě kluby ve Žďáru nad Sázavou a v Novém Městě na Moravě vedl a v současnosti stále vede jeho otec, Josef Peňáz. V roce 2014 se Peňáz rozhodl pro další krok ve své kariéře. Rozhodl se změnit klub a začal trénovat v Jetsaam Gymu po boku hvězd jako je Jiří Procházka, Jan Gottvald, Ondřej Raška a mnoho dalších. Za dobu co Matěj působil v Jetsaam Gymu se mu podařilo vyhrát spousta důležitých zápasů a získat několik titůlu jako je např. WMC Evropský titul, WKN Evropský titul  a nebo také vítězství na Akademickém mistrovství světa. Ovšem v roce 2018 se Peňáz rozhodl odejít z Jetsaam Gymu. Po tomto odchodu se Matěj dohodl s Tomášem Hronem a Zdeňkem Pernicou a přestoupil do jejich Hron a Gauny team. Jen pár týdnů po tomto kroku přišla nabídka, která se jen tak neodmítá – dvouletý kontrakt s kickboxerskou organizací Glory. Během této smlouvy si Matěj Peňáz odbojoval 4 zápasy v této organizac – 3 výhry a 1 prohra, zároveň před uplynutím této doby mu bylo nabídnuto prodloužení kontraktu na další dva roky.
Rok 2020 se pro bojové sporty nevyvíjel vůbec dobře. Organizace Oktagon MMA musela zrušit hned několik svých turnajů a nevědělo se co bude dále. Zakladatelé této organizace ovšem přišli s konceptem Oktagon Underground, což jsou zápasy v postoji s prvky z MMA. Pro Matěje Peňáze ideální. V té době ani organizace GLORY nemohla pořádat své turnaje, tudíž se Matěj rozhodl pro účast v sérii turnajů Oktagon Underground. Matějovi se podařilo vyhrát všechny 3 zápasy a dokázal tak vyhrát českou stranu pyramidy do 90kg. Následně mělo dojít na superfinále, ve kterém by se proti sobě postavil vítěz české pyramidy Matěj Peňáz a vítěz slovenské pyramidy Vlasto Čepo. Bohužel na tento souboj nedošlo, jelikož Peňáz musel ze zápasu odstoupit z důvodu zranění lokte.
Jelikož se Matějovi dařilo na tomto turnaji a v přípavě chodil trénovat MMA grapling rozhodl se, že zkusí trénovat MMA komplexněji. Organizace Oktagon MMA viděla u Peňáze pokrok a nabídla mu souboj pod pravidly MMA. Matěj Peňáz svou MMA premiéru absolvoval 21. listopadu 2020 na turnaji Oktagon 18. Soupeřem mu byl Patrik Jevický. Zápas netrval moc dlouho a Matěj svého soupeře po 3 minutách prvního kola ukončuje TKO. K dnešnímu dni dokázal Matěj Peňáz nastoupit do dalších třech zápasů a ze všech odcházel jako vítěz. Pod pravidly MMA má tedy působivou bilanci 4 zápasy – 4 výhry, 4x KO.

## Oktagon Underground
V roce 2019 se z důvodu COVIDu musela zrušit spousta MMA turnajů. Organizace Oktagon MMA proto přišla s konceptem Oktagon Undergroud. Tento projekt představoval zápasy v kleci s upravenými pravidly. Byly to zápasy v postoji s možností kontrolovaného takedownu. Právě tento projekt sliboval účast zápasníků postojářských disciplín. Pro Peňáze ideální možnost přiblížit se pravidlům MMA. V prvním zápase se Peňáz utkal s Matějem Hrkalem. Peňáz nedal svému soupeři žádnou šanci a v prvním kole ho porazil na TKO. Do druhého zápasu vstupoval Matěj Peňáz opět jako jasný favorit, v zápase to také tak vypadalo. Ovšem jeho soupeř, Adam Dvořáček, dokázal Peňáze posadit tvrdým úderem na zem. Dvořáčkovi ovšem ani toto nestačilo a tak si Peňáz došel pro jasné vítězství na body. Ve třetím zápase, který byl zároveň finále české pyramidy, se utkal Peňáz se zkušeným postojářem Jakubem Klaudou. Peňáz do zápasu vletěl jako střela a za minutu bylo po všem. Peňáz dokázal Klaudu ukončit. Následně mělo dojít na superfinále. V tomto souboji se proti sobě měl postavit vítěz české pyramidy Matěj Peňáz a vítěz slovenské pyramidy Vlasto Čepo. K zápasu bohužel nedošlo z důvodu zranění lokte, pro které byl nucen právě Peňáz odstoupit. Mezi Peňázem a Čepem ale došlo k výměně několika názoru, tudíž po tomto vzájemném duelu volá spousta fanoušků.

## Kickboxerský rekord
| Výsledek | Bilance | Soupeř             | Metoda                   | Událost                                  | Datum             | Kolo | Čas  | Místo                   | Poznámka                                         |
| -------- | ------- | ------------------ | ------------------------ | ---------------------------------------- | ----------------- | ---- | ---- | ----------------------- | ------------------------------------------------ |
| Výhra    | 23-3    | Yassine Ahaggan    | TKO                      | Glory 70: Lyon                           | 26. října 2019    | 2    | 1:06 | Lyon Francie            |                                                  |
| Výhra    | 22-3    | Mathieu Ceva       | KO                       | Glory 66: Paris                          | 22. června 2019   | 1    | 1:46 | Paříž, Francie          |                                                  |
| Prohra   | 21-3    | Donovan Wisse      | KO                       | Glory 64: Strasbourg                     | 9. března 2019    | 2    | 2:49 | Štrasburk, Francie      |                                                  |
| Výhra    | 21-2    | Mehdi Bouanane     | TKO (zastavení doktorem) | Glory 60: Lyon                           | 20. října 2018    | 2    | 3:00 | Lyon, Francie           |                                                  |
| Výhra    | 16-2    | Rostyslav Karpych  | Na body                  | Heroes Gate 20                           | 4. května 2018    | 3    | 3:00 | Praha, Česko            |                                                  |
| Výhra    | 15-2    | Andreas Gardasevic | Na body                  | FUSION FN18: RING FIGHT                  | 20. dubna 2018    | 5    | 3:00 | Brno Česko              | WMC Evropský titul                               |
| Výhra    | 14-2    | Mamadou Niakaté    | Na body                  | FUSION FN16: CAGE FIGHT                  | 29. září 2017     | 3    | 3:00 | Brno, Česko             |                                                  |
| Výhra    | 13-2    | Daniel Hromek      | Na body                  | FUSION FN14: CAGE FIGHT                  | 2. června 2017    | 3    | 3:00 | Brno, Česko             |                                                  |
| Výhra    | 12-2    | Kevin Botz         | TKO                      | FUSION FN11: RINGFIGHT                   | 10. března 2017   | 1    | 1:45 | Brno, Česko             | WKN Evropský titul                               |
| Výhra    | 11-2    | Patrik Vidakovics  | Na body                  | W5: Legends in Prague                    | 8. října 2016     | 3    | 3:00 | Praha, Česko            |                                                  |
| Výhra    | 10-2    | Marko Gurdeljević  | TKO                      | Fusion FN6: Ring fight                   | 3. června 2016    | 3    | 1:10 | Brno, Česko             |                                                  |
| Prohra   | 9-2     | Adrian Valentín    | Na body                  | FUSION FN4: Cage Fighting                | 4. března 2016    | 3    | 3:00 | Brno, Česko             |                                                  |
| Výhra    | 9-1     | Daniel Vítovec     | Na body                  | GIBU FIGHT NIGHT 2                       | 5. prosince 2015  | 4    | 0:38 | Praha, Česko            |                                                  |
| Výhra    | 8-1     | Daniel Brunclík    | KO (údery)               | Ring Fight 3                             | 6. listopadu 2015 | 1    | 2:10 | Brno, Česko             | CMTA title – Český profesionální titul muay thai |
| Výhra    | 7-1     | David Šubjak       | KO                       | Simply the Best 6                        | 3. října 2015     | 2    | 1:20 | Poprad, Slovensko       |                                                  |
| Výhra    | 6-1     | Pavel Hennrich     | TKO                      | GCF Challenge Olomouc                    | 13. září 2015     | 2    | 1:59 | Olomouc, Česko          |                                                  |
| Výhra    | 5-1     | Jakub Hrbáň        | Na body                  | Champions Fight Night                    | 10. července 2015 | 3    | 3:00 | Bratislava, Slovensko   |                                                  |
| Výhra    | 4-1     | neznámá vlajka     | RSC                      | Pardál Gladiator Night                   | 12. června 2015   | 2    | 3:00 | České Budějovice, Česko |                                                  |
| Prohra   | 3-1     | Daniel Brunclík    | Na body                  | Galavečer boxu, K-1 a thaiboxu v Lucerně | 30. prosince 2014 | 3    | 3:00 | Praha, Česko            |                                                  |
| Výhra    | 3-0     | Peter Šmid         | RSC                      | YOUNGBLOOD                               | 17. května 2014   | 2    | 3:00 | Brno, Česko             |                                                  |
| Výhra    | 2-0     | Daniel Navara      | Na body                  | YOUNGBLOOD                               | 13. prosince 2013 | 3    | 3:00 | Most, Česko             | ČSFu titul – Profesionální mistr ČR v K1         |
| Výhra    | 1-0     | Jan Greisiger      | Na body                  | YOUNGBLOOD                               | 13. prosince 2013 | 3    | 3:00 | Most, Česko             |                                                  |

## MMA rekord
| Výsledek | Bilance | Soupeř             | Metoda                       | Událost    | Datum              | Kolo | Čas  | Místo               | Poznámka               |
| -------- | ------- | ------------------ | ---------------------------- | ---------- | ------------------ | ---- | ---- | ------------------- | ---------------------- |
| Výhra    | 10-1    | David Zawada       | TKO (koleno a údery)         | OKTAGON 66 | 1. února 2025      | 1    | 4:42 | Dusseldorf, Německo |                        |
| Výhra    | 9-1     | Matthew Bonner     | TKO (údery do těla)          | OKTAGON 52 | 27. ledna 2024     | 2    | 4:43 | Newcastle, Anglie   |                        |
| Výhra    | 8-1     | Ole Magnor         | KO (údery)                   | OKTAGON 50 | 9. prosince 2023   | 1    | 0:29 | Ostrava, Česko      |                        |
| Výhra    | 7-1     | Joel Dos Santos    | KO (údery)                   | OKTAGON 38 | 30. prosince 2022  | 1    | 2:03 | Praha, Česko        |                        |
| Prohra   | 6-1     | Sedriques Dumas    | Donucení (gilotina ve stoje) | DWCS 6     | 30. srpna 2022     | 1    | 0:47 | Las Vegas, USA      | Zápas o smlouvu v UFC. |
| Výhra    | 6-0     | Giovanni Melillo   | Na body                      | OKTAGON 32 | 9. dubna 2022      | 3    | 5:00 | Ostrava, Česko      |                        |
| Výhra    | 5-0     | Cheick Kone        | KO                           | OKTAGON 30 | 30. prosince 2021  | 3    | 0:41 | Brno, Česko         |                        |
| Výhra    | 4-0     | Mateusz Strzelczyk | TKO (údery)                  | OKTAGON 28 | 25. září 2021      | 1    | 1:47 | Praha, Česko        |                        |
| Výhra    | 3-0     | Carlos Graca       | KO (úder)                    | OKTAGON 24 | 29. května 2021    | 1    | 0:40 | Brno, Česko         |                        |
| Výhra    | 2-0     | Romain Debienne    | TKO (údery)                  | OKTAGON 21 | 30. ledna 2021     | 1    | 4:00 | Brno, Česko         |                        |
| Výhra    | 1-0     | Patrik Jevický     | TKO (údery)                  | OKTAGON 18 | 21. listopadu 2020 | 1    | 2:48 | Brno, Česko         |                        |